# Nick James (Filmkritiker)
Nick James (geb. vor 1970) ist ein britischer Filmkritiker, Autor und Kurator.
James studierte an der St. Martin’s School of Art und war von den späten 1970er Jahren bis Mitte der 1980er Jahre Sänger in verschiedenen Rockbands. Er begann 1989 für das britische Magazin City Limits über Filme zu schreiben und wurde dort 1991 Leiter des Filmressorts. Seit 1997 ist er Redakteur der Filmzeitschrift Sight & Sound, die 2011 mit dem Telluride Film Festival Silver Medallion ausgezeichnet wurde. Seine Artikel erschienen unter anderem in The Guardian, The Observer, The Independent, der Vogue, London Review of Books und The Literary Review.
2002 veröffentlichte James sein Buch Heat zum gleichnamigen Film von Michael Mann. 2010 wurde er vom französischen Kulturministerium als Ritter des Ordre des Arts et des Lettres ausgezeichnet. Seit 2012 kuratiert er die zweimal jährlich stattfindende Filmreihe „Deep Focus“ des British Film Institute beim BFI Southbank. Am 2. Februar 2016 wurde bekanntgegeben, dass Nick James als Mitglied der internationalen Jury der Internationalen Filmfestspiele Berlin 2016 berufen wurde.